# Quem É?
"Quem É?" é um single do cantor brasileiro Costa, extraído do álbum ao vivo Ao Vivo: De Pele, Alma e Coração.

## Desempenho

### Posições
| Paradas (2011)                 | Melhor posição |
| ------------------------------ | -------------- |
| BR Billboard Hot 100 Airplay   | 2              |
| BR Billboard Popular Hot Songs | 2              |

## Histórico de lançamento

### Donwloads pagos
| País   | Data                  | Formato          | Gravadora                    |
| ------ | --------------------- | ---------------- | ---------------------------- |
| Brasil | 27 de janeiro de 2011 | Donwload digital | Sony BMG Music Entertainment |